# دهستان هرزندات غربی
دهستان هرزندات غربی یکی از دهستان‌های استان آذربایجان شرقی است که در بخش مرکزی شهرستان مرند واقع شده‌است.